# The Ecleftic: 2 Sides II a Book
The Ecleftic: 2 Sides II a Book är hiphopmusikern Wyclef Jeans andra album, släppt 2000. "911", en duett med Mary J. Blige, blev den största hiten från albumet.

## Låtlista
1. "Columbia Records"
2. "Where Fugees At?"
3. "Kenny Rogers - Pharoahe Monch Dub Plate"
4. "Thug Angels"
5. "It Doesn't Matter" (featuring The Rock och Melky Sedeck)
6. "911" (featuring Mary J. Blige)
7. "Pullin Me In"
8. "Da Cypha"
9. "Runaway" (featuring Earth, Wind & Fire och The Product G&B)
10. "Red Light District"
11. "Perfect Gentleman"
12. "Low Income" (featuring Beast & 718-Crew)
13. "Whitney Huston Dub Plate"
14. "However You Want It"
15. "Hollywood to Hollywood" (featuring Small World)
16. "Diallo" (featuring Youssou N'Dour & MB2)
17. "Something About Mary"
18. "Bus Search"
19. "Wish You Were Here"